# Lars Pettersson (målare)
Lars Åke Edvin Pettersson, född den 18 januari 1923 i Motala, död där den 3 juni 1982, var en svensk målare, skulptör, tecknare och yrkesmålare.
Han var son till målarmästare Axel Edvin Teodor Pettersson och Sigrid Margareta Andersson. Han debuterade i Östgöta konstförenings vårutställning 1954 med ett antal skulpturer men han övergick därefter även till bildkonst. Han studerade målning för Filip Liljeson och Gösta Asp i Motala innan han reste till Stockholm för vidare studier under Gun Setterdahl och Åke Pernby. Separat ställde han ut på Konstsalongen i Gamla stan i Stockholm 1955 och han medverkade i ett flertal samlingsutställningar arrangerade av Östgöta konstförening i Linköping. Pettersson är representerad i Motala kommuns samling.